# 两形异棘虫
两形异棘虫（学名：Heteracon biformis）为葡萄核虫科异棘虫属的动物。分布于地中海以及中国南海等海域。